# Justicia polystachya
Justicia polystachya là một loài thực vật có hoa trong họ Ô rô. Loài này được Lam. mô tả khoa học đầu tiên năm 1791.